# Gentiana pumila
Gentiana pumila là một loài thực vật có hoa trong họ Long đởm. Loài này được Jacq. mô tả khoa học đầu tiên năm 1762.